# Sylvia Van Driessche
Sylvia Van Driessche (4 september 1976) is een Belgische journalist en schrijver.

## Levensloop
Van Driessche is de dochter van Vic Dennis, pseudoniem van Ernest Van Driessche. Begin 2009 werd ze hoofdredactrice van het jongerenblad Joepie, waar ze Tinne Marant opvolgde. Van dit tijdschrift was haar vader in de tweede helft van de jaren 70 mede-oprichter. In april 2014 stopte Van Driessche als hoofdredacteur van Joepie. Ze werd opgevolgd door Niels Janssens.
In 2012 bracht ze het boek Liefste Joepie, 40 jaar stiekeme lezersbrieven uit. 
In 2013 schreef Van Driessche het jeugdboek Tussen De Sterren. Het vervolg hierop verscheen in 2014, getiteld Sterrenregen. Als derde boek in de reeks schreef ze Sterrenbeeld: eenhoorn (2015). Het vierde deel Sterrennachten kwam uit in april 2016.
Haar boek, Liefdestips aan mezelf: het dagboek van Olivia Jacobs kwam uit in oktober 2017. Hiermee won ze in 2018 de eerste Hebban Young Adult Clubprijs.
In 2021 verscheen haar eerste roman voor volwassenen, Een hele lieve fuck you. Ze schreef in 2025 het scenario van Mama's maken porno.
Bij het grote publiek werd ze voornamelijk bekend als jurylid in Idool 2011. In 2021 kwam ze naar voren als anonieme getuige in de Zaak-De Pauw.
Ze is getrouwd met Jelle De Beule, met wie ze drie kinderen heeft.